# دازای شوندای
دازای شوندای (به ژاپنی: 太宰 春台 だざい しゅんだい); ۵ نوامبر ۱۶۷۸ – ۷ ژوئیهٔ ۱۷۴۷) محقق کنفسیوس‌گرایی در دوره ادو در ژاپن بود. او در نوشته‌ای به نام مبحث چهل و هفت آکوروشی، به‌طور کامل نظریه سامورایی‌های صالح بودن چهل و هفت رونین را مورد انتقاد قرار داد. طبق گفته او مجازات سپوکو برای آسانو ناگانوری به علت زخم سبکی که به کیرا یوشیناکا زده بود، نامناسب بود. بنابر این رونین‌ها به جای اینکه از کیرا کینه بر دل بگیرند باید از شوگون سالاری کینه می‌گرفتند. به نظر او بهتر بود که آنان با فرستادگان شوگون که برای تحویل قلعه آکو آمده بودند جنگ می‌کردند و پس از آتش زدن قلعه خود سپوکو انجام می‌دادند.